# チャールズ・パドック
チャールズ・ウィリアム・ドック・パドック（Charles William "Doc" Paddock、1900年8月11日 - 1943年7月21日）は、アメリカ合衆国の陸上競技選手である。彼は、1920年代初頭に「世界最速の男」と称され、短距離走において数々の世界記録を樹立し、オリンピックでも活躍した。

## 生涯
チャールズ・パドックは、1900年8月11日にテキサス州ゲインズビルで生まれた。彼は南カリフォルニア大学に進学し、そこで陸上競技の才能を開花させた。特に短距離走において傑出した能力を示し、そのスプリンターとしてのキャリアは華々しいものであった。
1920年のアントワープオリンピックでは、100m走で金メダル、200m走で銀メダルを獲得した。また、4×100mリレーではアメリカチームの一員として金メダルを獲得し、世界記録を樹立した。この活躍により、彼は瞬く間に世界的な名声を得た。
彼はまた、そのユニークな走法でも知られていた。特にフィニッシュライン手前で大きく跳び上がる「フライングフィニッシュ」は彼のトレードマークであり、観衆を魅了した。
1924年のパリオリンピックにも出場したが、アントワープオリンピックほどの成功は収められなかった。その後も競技活動を続けたが、次第に若手の台頭によりその座を譲ることになる。
競技引退後は、実業家として活動した他、第二次世界大戦中はアメリカ海兵隊に所属した。1943年7月21日、アラスカ州コディアック島での飛行機事故により、42歳で死去した。

## 競技スタイルと功績
パドックは、当時の短距離走において革新的な選手であった。彼はその爆発的な加速力と、フィニッシュライン直前での独特な「フライングフィニッシュ」で知られている。この走法は、現代の短距離走では見られないものであり、彼の個性的なスタイルを象徴するものであった。
彼は数々の世界記録を樹立しており、特に100m走と220ヤード走（約201m）では世界最高峰の記録を保持した。彼の活躍は、アメリカの陸上競技界に大きな影響を与え、後進の選手たちに多大なインスピレーションを与えた。

## 著書
チャールズ・パドックは、自身の経験を綴った著書を出版している。
- 『The Fastest Human』（1932年）